# Szynkielów
Szynkielów – wieś w Polsce, położona w województwie łódzkim, w powiecie wieluńskim, w gminie Konopnica, przy drodze wojewódzkiej nr 481 z Łasku do Wielunia.
| części wsi | Brzuściny, Cisowa, Dąbrowa, Dołki, Gościńce, Kąty, Kolonia Szlachecka, Krzywko, Leszczyna, Łódki, Majorat, Miedze, Nad Ługiem, Niwa, Nopłatki, Pogórze, Stawek, Uwrocie, Za Cegielnią |

W latach 1975–1998 miejscowość administracyjnie należała do województwa sieradzkiego.
Najstarsze informacje o wsi pochodzą z 1413. W 1827 r. wieś zamieszkiwało 473 mieszkańców, a w drugiej połowie XIX w. liczba mieszkańców spadła do 295. W tym czasie dobra te należały do gen. Tichmieniewa, gen. Zabłockiego i Marii Kosowskiej.
Na wschód od wioski jest torfowisko „Na Ługiem” i wydma śródlądowa pokryta lasem o charakterze boru chrobotkowego. Torfowisko powstało w starorzeczu – w dawnym rozlewisku połączenia Oleśnicy z Wartą. Porasta je bór bagienny i rośliny chronione: widłak goździsty, rosiczka okrągłolistna, kruszczyk szerokolistny.